# Tarō Asō
Tarō Asō (麻生太郎 Asō Tarō?,  Iizuka, 20 de septiembre de 1940) es un político japonés que fue el 92.º primer ministro de Japón de 2008 a 2009 y ocupó el puesto de Ministro de Finanzas de los gobiernos de Shinzō Abe y Yoshihide Suga.
Ha sido miembro del Parlamento japonés desde 1979. Habiendo ocupado el puesto de Ministro de Asuntos Exteriores desde 2005 a 2007. En su partido, el Partido Liberal Democrático (PLD) ocupó el puesto de Secretario General en 2007 y presidente de 2008 a 2009. Su sucesor, Sadakazu Tanigaki, fue elegido el 28 de septiembre de 2009. 
Al ganar el PLD las elecciones generales del 2012 bajo el mandato de Shinzō Abe, Asō ha ocupado el puesto de viceprimerministro, Ministro de Finanzas y ministro de Estado para los Servicios de Financieros. Ha ocupado estas posiciones desde el 25 de diciembre de 2012 hasta el 4 de octubre de 2021.

## Primeros años y educación
Asō, de religión católica, nació en Iizuka, Fukuoka el 20 de septiembre de 1940. Su padre, Takakichi Asō, fue el presidente de la compañía de Cemento Aso y era un cercano socio del primer ministro Kakuei Tanaka; su madre Kazuko Asō era hija del primer ministro Shigeru Yoshida.
Taro es también un tataranieto de Ōkubo Toshimichi, y su actual esposa, Chikako es la tercera hija del primer ministro Zenkō Suzuki. Su hermana menor, la Princesa Tomohito de Mikasa, es prima política del Emperador Akihito. 
Asō se graduó en la Facultad de Ciencias Políticas y Económicas de la Universidad Gakushuin. Posteriormente, estudió en los Estados Unidos en la Universidad de Stanford, pero pronto su familia le instó a dejar sus estudios, ya que temían que se americanizara demasiado. Después de volver a Japón en un barco, dejó de nuevo Japón para estudiar en la London School of Economics.

## Carrera
Asō estuvo dos años trabajando para una operación minera en busca de diamantes en Sierra Leona antes de que la guerra civil de este país le obligase a regresar a Japón. Entonces en 1966 se unió a la empresa familiar, y ejerció como presidente de la compañía Minera Aso de 1973 al 1979. Trabajando para la compañía, residió en Brasil durante la década de 1960, llegando a hablar de forma fluida el portugués. 
También fue miembro del equipo de tiro en los Juegos Olímpicos de Verano de 1976 celebrados en Montreal.

## Árbol genealógico
| Ōkubo Toshimichi  | Ōkubo Toshimichi  | Ōkubo Toshimichi  | Ōkubo Toshimichi  | Ōkubo Toshimichi  | Ōkubo Toshimichi  |        |        | Mishima Michitsune | Mishima Michitsune | Mishima Michitsune | Mishima Michitsune | Mishima Michitsune | Mishima Michitsune |                 |                 |                 |                 |          |          |               |               |               |               |               |               |         |         |              |              |              |              |                  |                  |                  |                  |                  |                  |
| Ōkubo Toshimichi  | Ōkubo Toshimichi  | Ōkubo Toshimichi  | Ōkubo Toshimichi  | Ōkubo Toshimichi  | Ōkubo Toshimichi  |        |        | Mishima Michitsune | Mishima Michitsune | Mishima Michitsune | Mishima Michitsune | Mishima Michitsune | Mishima Michitsune |                 |                 |                 |                 |          |          |               |               |               |               |               |               |         |         |              |              |              |              |                  |                  |                  |                  |                  |                  |
|                   |                   |                   |                   |                   |                   |        |        |                    |                    |                    |                    |                    |                    |                 |                 |                 |                 |          |          |               |               |               |               |               |               |         |         |              |              |              |              |                  |                  |                  |                  |                  |                  |
| Makino Nobuaki    | Makino Nobuaki    | Makino Nobuaki    | Makino Nobuaki    | Makino Nobuaki    | Makino Nobuaki    |        |        | Mineko             | Mineko             | Mineko             | Mineko             | Mineko             | Mineko             |                 |                 |                 |                 |          |          | Takichi Asō   | Takichi Asō   | Takichi Asō   | Takichi Asō   | Takichi Asō   | Takichi Asō   |         |         |              |              |              |              |                  |                  |                  |                  |                  |                  |
| Makino Nobuaki    | Makino Nobuaki    | Makino Nobuaki    | Makino Nobuaki    | Makino Nobuaki    | Makino Nobuaki    |        |        | Mineko             | Mineko             | Mineko             | Mineko             | Mineko             | Mineko             |                 |                 |                 |                 |          |          | Takichi Asō   | Takichi Asō   | Takichi Asō   | Takichi Asō   | Takichi Asō   | Takichi Asō   |         |         |              |              |              |              |                  |                  |                  |                  |                  |                  |
|                   |                   |                   |                   |                   |                   |        |        |                    |                    |                    |                    |                    |                    |                 |                 |                 |                 |          |          |               |               |               |               |               |               |         |         |              |              |              |              |                  |                  |                  |                  |                  |                  |
|                   |                   |                   |                   | Yukiko            | Yukiko            | Yukiko | Yukiko | Yukiko             | Yukiko             |                    |                    | Shigeru Yoshida    | Shigeru Yoshida    | Shigeru Yoshida | Shigeru Yoshida | Shigeru Yoshida | Shigeru Yoshida |          |          | Tarō Asō      | Tarō Asō      | Tarō Asō      | Tarō Asō      | Tarō Asō      | Tarō Asō      |         |         |              |              |              |              |                  |                  |                  |                  |                  |                  |
|                   |                   |                   |                   | Yukiko            | Yukiko            | Yukiko | Yukiko | Yukiko             | Yukiko             |                    |                    | Shigeru Yoshida    | Shigeru Yoshida    | Shigeru Yoshida | Shigeru Yoshida | Shigeru Yoshida | Shigeru Yoshida |          |          | Tarō Asō      | Tarō Asō      | Tarō Asō      | Tarō Asō      | Tarō Asō      | Tarō Asō      |         |         |              |              |              |              |                  |                  |                  |                  |                  |                  |
|                   |                   |                   |                   |                   |                   |        |        |                    |                    |                    |                    |                    |                    |                 |                 |                 |                 |          |          |               |               |               |               |               |               |         |         |              |              |              |              |                  |                  |                  |                  |                  |                  |
|                   |                   |                   |                   |                   |                   |        |        |                    |                    |                    |                    |                    |                    |                 |                 |                 |                 |          |          |               |               |               |               |               |               |         |         |              |              |              |              |                  |                  |                  |                  |                  |                  |
| Ken'ichi Yoshida  | Ken'ichi Yoshida  | Ken'ichi Yoshida  | Ken'ichi Yoshida  | Ken'ichi Yoshida  | Ken'ichi Yoshida  |        |        | Kazuko             | Kazuko             | Kazuko             | Kazuko             | Kazuko             | Kazuko             |                 |                 |                 |                 |          |          | Takakichi Asō | Takakichi Asō | Takakichi Asō | Takakichi Asō | Takakichi Asō | Takakichi Asō |         |         | Zenkō Suzuki | Zenkō Suzuki | Zenkō Suzuki | Zenkō Suzuki | Zenkō Suzuki     | Zenkō Suzuki     |                  |                  |                  |                  |
| Ken'ichi Yoshida  | Ken'ichi Yoshida  | Ken'ichi Yoshida  | Ken'ichi Yoshida  | Ken'ichi Yoshida  | Ken'ichi Yoshida  |        |        | Kazuko             | Kazuko             | Kazuko             | Kazuko             | Kazuko             | Kazuko             |                 |                 |                 |                 |          |          | Takakichi Asō | Takakichi Asō | Takakichi Asō | Takakichi Asō | Takakichi Asō | Takakichi Asō |         |         | Zenkō Suzuki | Zenkō Suzuki | Zenkō Suzuki | Zenkō Suzuki | Zenkō Suzuki     | Zenkō Suzuki     |                  |                  |                  |                  |
|                   |                   |                   |                   |                   |                   |        |        |                    |                    |                    |                    |                    |                    |                 |                 |                 |                 |          |          |               |               |               |               |               |               |         |         |              |              |              |              |                  |                  |                  |                  |                  |                  |
|                   |                   |                   |                   |                   |                   |        |        |                    |                    |                    |                    |                    |                    |                 |                 |                 |                 |          |          |               |               |               |               |               |               |         |         |              |              |              |              |                  |                  |                  |                  |                  |                  |
| Príncipe Tomohito | Príncipe Tomohito | Príncipe Tomohito | Príncipe Tomohito | Príncipe Tomohito | Príncipe Tomohito |        |        | Princesa Nobuko    | Princesa Nobuko    | Princesa Nobuko    | Princesa Nobuko    | Princesa Nobuko    | Princesa Nobuko    |                 |                 | Tarō Asō        | Tarō Asō        | Tarō Asō | Tarō Asō | Tarō Asō      | Tarō Asō      |               |               | Chikako       | Chikako       | Chikako | Chikako | Chikako      | Chikako      |              |              | Shun'ichi Suzuki | Shun'ichi Suzuki | Shun'ichi Suzuki | Shun'ichi Suzuki | Shun'ichi Suzuki | Shun'ichi Suzuki |
| Príncipe Tomohito | Príncipe Tomohito | Príncipe Tomohito | Príncipe Tomohito | Príncipe Tomohito | Príncipe Tomohito |        |        | Princesa Nobuko    | Princesa Nobuko    | Princesa Nobuko    | Princesa Nobuko    | Princesa Nobuko    | Princesa Nobuko    |                 |                 | Tarō Asō        | Tarō Asō        | Tarō Asō | Tarō Asō | Tarō Asō      | Tarō Asō      |               |               | Chikako       | Chikako       | Chikako | Chikako | Chikako      | Chikako      |              |              | Shun'ichi Suzuki | Shun'ichi Suzuki | Shun'ichi Suzuki | Shun'ichi Suzuki | Shun'ichi Suzuki | Shun'ichi Suzuki |
|                   |                   |                   |                   |                   |                   |        |        |                    |                    |                    |                    |                    |                    |                 |                 |                 |                 |          |          |               |               |               |               |               |               |         |         |              |              |              |              |                  |                  |                  |                  |                  |                  |
|                   |                   |                   |                   |                   |                   |        |        |                    |                    |                    |                    |                    |                    |                 |                 |                 |                 |          |          |               |               |               |               |               |               |         |         |              |              |              |              |                  |                  |                  |                  |                  |                  |
| Princesa Akiko    | Princesa Akiko    | Princesa Akiko    | Princesa Akiko    | Princesa Akiko    | Princesa Akiko    |        |        | Princesa Yōko      | Princesa Yōko      | Princesa Yōko      | Princesa Yōko      | Princesa Yōko      | Princesa Yōko      |                 |                 |                 |                 |          |          |               |               |               |               |               |               |         |         |              |              |              |              |                  |                  |                  |                  |                  |                  |